# Lidija Jakovleva
Lidija Artëmovna Jakovleva (in russo Лидия Артёмовна Яковлева?; Kirov, 14 agosto 2001) è una saltatrice con gli sci russa.

## Biografia
In Coppa del Mondo ha esordito il 24 marzo 2018 a Oberstdorf (31ª) e ha ottenuto la prima vittoria, nonché primo podio, il 1º dicembre 2018 a Lillehammer; l'anno dopo ai Mondiali di Seefeld in Tirol, suo debutto iridato, è stata 21ª nel trampolino normale e 5ª nella gara a squadre.

## Palmarès

### Mondiali juniores
- 4 medaglie:
  - 2 ori (gara a squadre, gara a squadre mista a Lahti 2019)
  - 2 argenti (gara a squadre a Kandersteg 2018; trampolino normale a Lahti 2019)

### Coppa del Mondo
- Miglior piazzamento in classifica generale: 13ª nel 2019
- 1 podio (individuale):
  - 1 vittoria

#### Coppa del Mondo - vittorie
| Data             | Località    | Nazione  | Trampolino          |
| ---------------- | ----------- | -------- | ------------------- |
| 1º dicembre 2018 | Lillehammer | Norvegia | Lysgårdsbakken HS98 |